# Boomkat

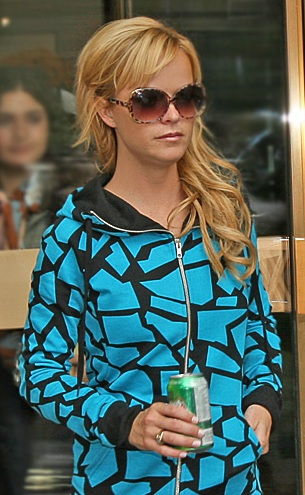
Taryn Manning en 2007.

Boomkat est un groupe de musique pop et électronique fondé en 2002 par Taryn Manning et son frère Kellin.

## Discographie

### Album
- 2003 : Boomkatalog.One (#88 US, #96 AUS)
- 2009 : A Million Trillion Stars

### Singles
- 2002 : The Wreckoning (# 16 Australie, # 46 Autriche, # 78 Allemagne, # 13 Nouvelle-Zélande, # 25 Suède, # 40 Suisse, # 37 UK)
- 2003 : What U Do 2 Me (# 56 Australie)